# مایکل ویتاکر
مایکل ویتاکر (انگلیسی: Michael Whitaker؛ زادهٔ ۱۷ مارس ۱۹۶۰) سوارکار پرش اهل بریتانیا است.